# Гладышев, Пётр Иванович
Пётр Иванович Гладышев (25 ноября 1850 года, Казанская губерния — после 1917 года) — русский топограф и геодезист, генерал от инфантерии Русской императорской армии.

## Биография
Родился 25 ноября 1850 года в Казанской губернии. В 1867 году окончил 2-ю Московскую военную гимназию и поступил в 3-е военное Александровское училище. В 1869 году перевёлся в Михайловское артиллерийское училище, которое окончил в 1870 году с производством в подпоручики и назначением в 1-ю артиллерийскую бригаду. В том же году переведён в 39-ю артиллерийскую бригаду.
В 1874 году поступил на геодезическое отделение Николаевской академии Генерального штаба. После окончания академии по 2-му разряду с 1876 по 1879 год прикомандирован к Николаевской Главной обсерватории для практики.
В 1880 году назначен воспитателем в Тифлисскую военную гимназию. В 1881 году зачислен в Корпус военных топографов и переведён геодезистом в Военно-топографический отдел Кавказского военного округа. В 1881 и 1882 годах провёл астрономические наблюдения в Закаспийской области, где определил положение 42 астрономических пунктов. Совместно с П. П. Кульбергом определил с помощью телеграфа разность долгот Ростов-на-Дону — Тифлис, Тифлис — Шемаха и Тифлис — Баку. 17 июля 1883 года назначен штаб-офицером для поручений и астрономических работ при Военно-топографическом отделе Омского военного округа.
30 марта 1884 года назначен помощником начальника Геодезического отделения Военно-топографического отдела Главного штаба. 16 апреля 1887 года назначен на должность начальника Военно-топографического отдела Приамурского военного округа.
В 1888 году провёл работы по определению с помощью телеграфа разницы долгот Владивостока и шести пунктов Уссурийского края. Совместно с М. А. Назарьевым определил с помощью телеграфа разницы долгот: в 1889 году — Хабаровка — Графск, Графск — Лазарево, Лазарево — Бельцово, в 1890 году — Нерчинск — Сретенск и шести пунктов в Забайкалье относительно Нерчинска, в 1891 году — четырёх пунктов в Приамурском крае относительно Хабаровки, в 1892 году — шести пунктов относительно Благовещенска и пяти пунктов относительно Албазина.
В то же время провёл обширные астрономические наблюдения в Южно-Уссурийском крае и Забайкалье, в 1895 году определил положение пяти пунктов. В 1896 году совместно с Ф. Ф. Витрамом определил с помощью телеграфа разность долгот Хабаровска и села Орловского. В 1897 году провёл астрономические наблюдения в Зейском золотоносном районе, где определил положение 16 пунктов.
30 августа 1887 года произведён в полковники, 6 декабря 1898 года — в генерал-майоры. 11 марта 1900 года назначен начальником топографической съёмки Юго-западного пограничного пространства. В 1902 году прикомандирован к Военно-топографическому отделу Главного штаба для обработки и подготовки к печати астрономических наблюдений и вычислений, произведённых в Южно-Уссурийском крае и Забайкалье.
21 сентября 1904 года назначен начальником 1-й Маньчжурской военно-топографической съёмки. 6 декабря 1906 года произведён в генерал-лейтенанты. С 1 июня 1907 года — вновь начальник топографической съёмки Юго-западного пограничного пространства.
6 июня 1917 года произведён в генералы от инфантерии с увольнением от службы, с мундиром и пенсией.
Был женат, имел сына.

## Чины
- Вступил в службу 15 августа 1867 года
- Подпоручик (21 июля 1870 года)
- Поручик (31 октября 1871 года)
- Штабс-капитан (24 декабря 1872 года)
- Капитан (26 декабря 1877 года)
- Подполковник (30 августа 1883 года)
- Полковник (30 августа 1887 года)
- Генерал-майор (6 декабря 1898 года)
- Генерал-лейтенант (6 декабря 1906 года)
- Генерал от инфантерии (6 июня 1917 года)

## Награды
- Орден Святого Станислава 3-й степени (1882 год)
- Орден Святой Анны 3-й степени (1885 год)
- Орден Святого Станислава 2-й степени (1890 год)
- Орден Святой Анны 2-й степени (1893 год)
- Орден Святого Владимира 4-й степени (1896 год)
- Орден Святого Владимира 3-й степени (1901 год)
- Орден Святого Станислава 1-й степени (1904 год)
- Орден Святой Анны 1-й степени (1905 год)
- Орден Святого Владимира 2-й степени (6 декабря 1910 года)
- Знак отличия беспорочной службы за XL лет (1914 год)
- Орден Белого орла (1915 год)